# Radio Las Nieves
Radio Las Nieves (también conocida por su sigla RLN) es una estación de radio ubicada en el 102.9 MHz del dial FM en Puerto Aysén, Chile.

## Historia
Radio Las Nieves comenzó sus transmisiones el 15 de noviembre de 1993, originalmente se caracterizó por transmitir un estilo musical basado en anglo. Con el pasar de los años, esta radio fue cambiando, abarcando a todos los estilos y géneros musicales, atrayendo gran parte de la comunidad de Aysén.
En los últimos años, Radio Las Nieves se ha destacado por ser la radio mejor implementada en cuanto a tecnología. A mediados del 2006 logra obtener el sitio web www.rln.cl, mostrando en ella noticias del ámbito regional y local, además de esto, fue la primera radio de Puerto Aysén en transmitir a todo el mundo a través de sus señales por Internet.  
Actualmente, Radio Las Nieves se mantiene según encuestas como la emisora líder en sintonía en la comuna de Aysén y tercera a nivel regional.